# グリーンバード
特定非営利活動法人グリーンバード（英称:green bird ）は、国内外で清掃活動やまちづくりを行う団体。

## 概要
- 創設者はハセベケン。その後、横尾俊成が代表をつとめ、現在の理事長は福⽥圭祐[2]。
  - ハセベケン- 東京都渋谷区在住。専修大学商学部卒業。2002年、広告代理店の博報堂を退社。その後、ゴミのポイ捨てなどの環境問題に関する当法人を2003年5月に設立。同年には、渋谷区議（無所属）に当選。
  - 横尾俊成– 東京都港区在住。早稲田大学大学院人間科学研究科修了。2010年、博報堂を退社。2011年、港区議（無所属）に当選。街の課題を若者や「社会のために役立ちたい」人の力で解消する仕組みづくりをテーマとし、オープンガバメントなどに積極的に取り組んでいる。他に、街をつなぐ防災情報マガジンStandby発行人などを務める。
- 2020年までに清掃活動チームを100チームにまで拡大した上で、世界戦略を展開するとしている。

## 沿革
- 2003年5月 - 法人設立、表参道で活動開始。
- 2003年9月 - 下北沢で活動開始。
- 2003年10月 - 福岡で活動開始。
- 2004年4月 - 駒沢で活動開始。
- 2005年10月 - 鎌倉で活動開始。
- 2005年12月 - 吉祥寺、渋谷で活動開始。
- 2006年8月 - 歌舞伎町で活動開始。
- 2007年1月 - パリで活動開始。
- 2007年10月 - 長崎で活動開始。
- 2008年4月 - 熊本で活動開始。
- 2008年6月 - 神宮外苑、鹿児島で活動開始。
- 2008年7月 - 赤坂、宮崎で活動開始。
- 2008年10月 - 大阪アメ村、スリランカで活動開始。
- 2008年12月 - 京都で活動開始。
- 2009年1月 - 静岡、南信州活動開始。
- 2009年3月 - 大宮、名古屋、札幌、沖縄で活動開始。
- 2009年5月 - 仙台で活動開始。
- 2010年11月 - 神戸で活動開始。
- 2011年5月 - 浅草で活動開始。
- 2012年4月 - 福岡大橋、佐賀で活動開始。
- 2012年5月 - 三田芝浦で活動開始。
- 2012年7月 - 新宿2丁目、四日市で活動開始。
- 2012年10月 - 北新地で活動開始。
- 2013年3月 - 中野、岡山で活動開始。
- 2013年5月 - 北九州、ヘルシンキで活動開始。
- 2013年7月 - いわき、池袋で活動開始。
- 2013年9月 - 虎ノ門、天神橋、徳島で活動開始。
- 2014年3月 - 川崎で活動開始。
- 2014年4月 - 大牟田、新宿で活動開始。
- 2014年5月 - 新潟、富山、広島で活動開始。
- 2014年7月 - アナハイムで活動開始。
- 2015年6月 - 辻堂で活動開始。
- 2015年7月 - 柏崎、宇都宮で活動開始。
- 2015年11月 - 土岐で活動開始。
- 2015年12月 - ベルゲン、美濃加茂・瑞浪で活動開始。
- 2016年1月 - イタリアで活動開始。
- 2016年2月 - ダカール、ひばりが丘で活動開始。
- 2016年3月 - 千葉、武蔵小杉、新城中原、溝の口、宮前平、新百合ヶ丘、磯子、横須賀で活動開始。
- 2016年4月 - つくばで活動開始。
- 2016年5月 - 姫路、南森町、上海、豊洲で活動開始。
- 2016年7月 - 大分で活動開始。
- 2016年10月 - 赤羽で活動開始。
- 2017年2月 - ボストンで活動開始。
- 2017年2月 - 中野、岡山で活動開始。
- 2017年5月 - 前橋で活動開始。
- 2017年6月 - 代官山で活動開始。
- 2017年7月 - ドミニカ共和国で活動開始。
- 2017年9月 - 恵比寿で活動開始。
- 2017年11月 - サンフランシスコで活動開始。
- 2017年12月 - 大手町で活動開始。

## 参加方法
グリーンバードの活動には、老若男女誰でも参加することができる。ほとんどのチームは、事前に各チームごとにスケジュールをホームページにて発表している。そのため、その時間に指定された場所に集合するだけでよい。事前の連絡や登録等は原則必要ない。
　参加者が持ってくるべきものはなく、手ぶらで参加できる。ゴミ袋も火バサミも、ゴミ拾いに必要なものはすべてグリーンバードが用意している。ユニフォームとして使用しているビブスだけでなく、ゴミ袋や軍手もオリジナルのものを使用する。

## チーム
グリーンバードでは、各地域ごとにリーダーを配属している。リーダーを中心に「チーム」を結成して活動する。

### 現在活動中のチーム
2020年現在、国内に66チーム、海外に6チーム存在する。

### 日本国内で活動中のチーム

#### 北海道エリア
- 札幌チーム - 札幌市中央区

#### 東北エリア
- 仙台チーム - 宮城県仙台市青葉区
- いわきチーム - 福島県浜通り

#### 関東エリア
- 北関東チーム - 群馬県高崎市
- 開智小学校チーム - 埼玉県さいたま市岩槻区
- 朝霞チーム - 埼玉県朝霞市
- 表参道チーム - 東京都渋谷区原宿・表参道
- 下北沢チーム - 東京都世田谷区下北沢
- 駒沢チーム - 東京都世田谷区駒沢
- 吉祥寺チーム - 東京都武蔵野市吉祥寺
- 渋谷チーム - 東京都渋谷区渋谷
- 赤坂チーム - 東京都港区赤坂
- 浅草チーム - 東京都台東区浅草
- 新宿2丁目チーム - 東京都新宿区新宿二丁目
- 池袋チーム - 東京都豊島区池袋
- 中野チーム - 東京都中野区
- 新宿チーム - 東京都新宿区
- 虎ノ門チーム - 東京都港区虎ノ門
- ラフォーレ原宿チーム - 東京都渋谷区原宿・表参道
- ”キッザニア”豊洲チーム - 東京都江東区豊洲
- 中央大学チーム - 中央大学周辺
- 赤羽チーム - 東京都北区赤羽
- 代官山チーム - 東京都渋谷区代官山町
- 青山学院チーム - 青山学院大学周辺
- 高円寺チーム - 東京都杉並区
- 渋谷道玄坂チーム - 東京都渋谷区道玄坂
- 町田チーム - 東京都町田市
- 西多摩日の出チーム - 東京都日の出町
- 大塚駅チーム - 東京都豊島区大塚駅周辺
- 川崎駅チーム - 神奈川県川崎市
- 武蔵小杉チーム - 神奈川県川崎市
- 溝の口チーム - 神奈川県川崎市
- 新百合ヶ丘チーム - 神奈川県川崎市
- 横浜南チーム - 神奈川県横浜市
- 横須賀チーム - 神奈川県横須賀市
- 辻堂チーム - 神奈川県藤沢市
- 専修大学チーム -  神奈川県川崎市多摩区

#### 北信越エリア
- 新潟チーム - 新潟県新潟市中央区
- 富山チーム - 富山県富山市
- 南信州チーム - 長野県飯田市

#### 中部エリア
- 瑞浪チーム - 岐阜県瑞浪市
- 静岡チーム - 静岡県静岡市葵区
- 名古屋チーム - 愛知県名古屋市中区栄
- 四日市チーム - 三重県四日市市

#### 関西エリア
- 京都チーム - 京都府京都市中京区
- 大阪アメ村チーム - 大阪府大阪市中央区アメリカ村
- 北新地チーム - 大阪府大阪市北区
- 天神橋チーム - 大阪府大阪市北区
- 大阪狭山チーム - 大阪府大阪狭山市
- 大阪福島チーム - 大阪府大阪市福島区
- 姫路チーム - 兵庫県姫路市
- 奈良五條チーム - 奈良県五條市

#### 中国エリア
- 米子チーム - 鳥取県米子市
- 岡山チーム - 岡山県岡山市倉敷市美観地区
- 福山チーム - 広島県福山市
- 広島チーム - 広島県広島市
- 下関チーム - 山口県下関市

#### 四国エリア
- 徳島チーム - 徳島県徳島市
- 高松チーム - 香川県高松市
- 高知チーム - 高知県高知市

#### 九州エリア
- 福岡チーム - 福岡県福岡市中央区天神
- 北九州チーム - 福岡県北九州市小倉北区
- 大牟田チーム - 福岡県大牟田市
- 佐賀チーム - 佐賀県内
- 熊本チーム - 熊本県熊本市
- 阿蘇大津チーム - 熊本県大津町
- 大分チーム - 大分県大分市
- 宮崎チーム - 宮崎県宮崎市
- 鹿児島チーム - 鹿児島県鹿児島市
- 沖縄チーム - 沖縄県那覇市

### 海外で活動中のチーム

#### アジア
- スリランカチーム - スリランカクルネーガラ

#### 北米
- アナハイムチーム
- ボストンチーム

#### ヨーロッパ
- パリチーム - フランスパリ
- イタリアチーム
- シュトゥットガルトチーム - ドイツシュトゥットガルト

#### オセアニア
- フィジーチーム - フィジー

## 関連団体
- NPO法人ジェントルワン